# Zinnov prsten
Zinnov prsten (lat. annulus tendineus communis) je vezivni prsten, koji okružuje lat. canalis opticus (i vidni živac), a nalazi se u očnoj šupljini (očnica, lat. orbita).
Vezivni prsten služi kao polazište pet od ukupno šest mišića pokretača očne jabučice (bulbomotoričkih mišića).
Prsten je dobio naziv prema njemačkom anatomu i botaničaru Johannu Gottfriedu Zinnu.